# Sensenschmiede an der Pfuster
Die ehemalige Sensenschmiede an der Pfuster, auch Pfusterschmiede oder kurz Pfuster, ist ein denkmalgeschütztes Ensemble der Industriekultur in Micheldorf in Oberösterreich im Bezirk Kirchdorf. Das Sensenwerk wurde um 1558 errichtet und 1904 stillgelegt. Die Pfusterschmiede gilt allgemein als die älteste aller Micheldorfer Sensenschmieden, was sich vor allem auf die urkundliche Erwähnung im Jahr 1334 beziehen dürfte. Seit wann an der Pfuster tatsächlich Sensen hergestellt wurden, kann wie bei vielen Sensenschmieden nicht mit Sicherheit beantwortet werden.

## Lage
Die Sensenschmiede an der Pfuster liegt am obersten Lauf der Krems in der Katastralgemeinde Obermicheldorf und ist die oberste Sensenschmiede an der Krems. Oberhalb der Pfuster lagen an der Krems noch mehrere Pulvermühlen. In der Nähe befindet sich heute das Himmelreichbiotop.

## Geschichte

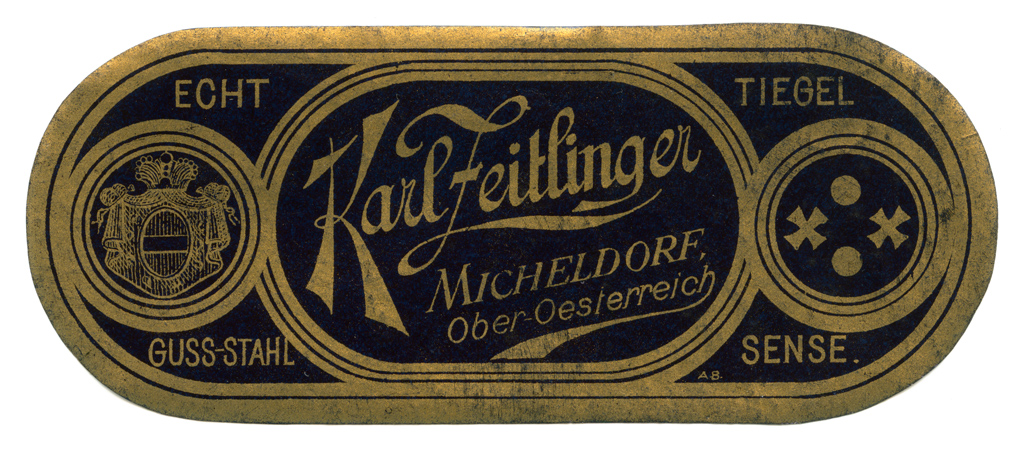
Echt Tiegel Guss-Stahl Sense Karl Zeitlinger, Micheldorf

Die Schmiede war der Grundherrschaft Pernstein dienstpflichtig. Im Jahre 1334 fand das „Gütlein, das gelegen ist beim St. Georgenberg, das da heißet die Pfuster“ erstmals urkundlich Erwähnung. Der erste namentlich bekannte Meister war 1580 Thomas Pfusterschmid, der auf seine Sensen das Zeichen „Ein Herz“ aufschlug. Sein Sohn Wolfgang Pfusterschmid bediente sich des Zeichens „Drei Herzen“. 1666 kauften Simon und Elisabeth Moser von der Sensenschmiede unter der Linde die Pfuster, wobei sie das Zeichen „Zwei Kreuze und zwei Laibl“ mitbrachten. 1807 wurde der ganze Besitz von der Familie Moser an Franz Holzinger von der Schützenhub verkauft, welcher wiederum eine Theresia Pfusterschmid heiratete. 1840 ging die Pfuster käuflich an Carl Zeitlinger über, der bereits die Sensenschmiede zu Dörflern besaß. Mit seinem Sohn Gottfried Zeitlinger, der 1902 in der Pfuster einen jähen Tod fand, endete die Geschichte des Sensenwerks, das Hammergebäude wurde 1904 abgebrochen. Die erhaltenen Gebäude befinden sich heute in Privatbesitz und werden laufend renoviert.

## Bauwerke
Das Sensenwerk bestand aus zahlreichen Bauwerken, von denen einige noch heute erhalten sind.

### Herrenhaus

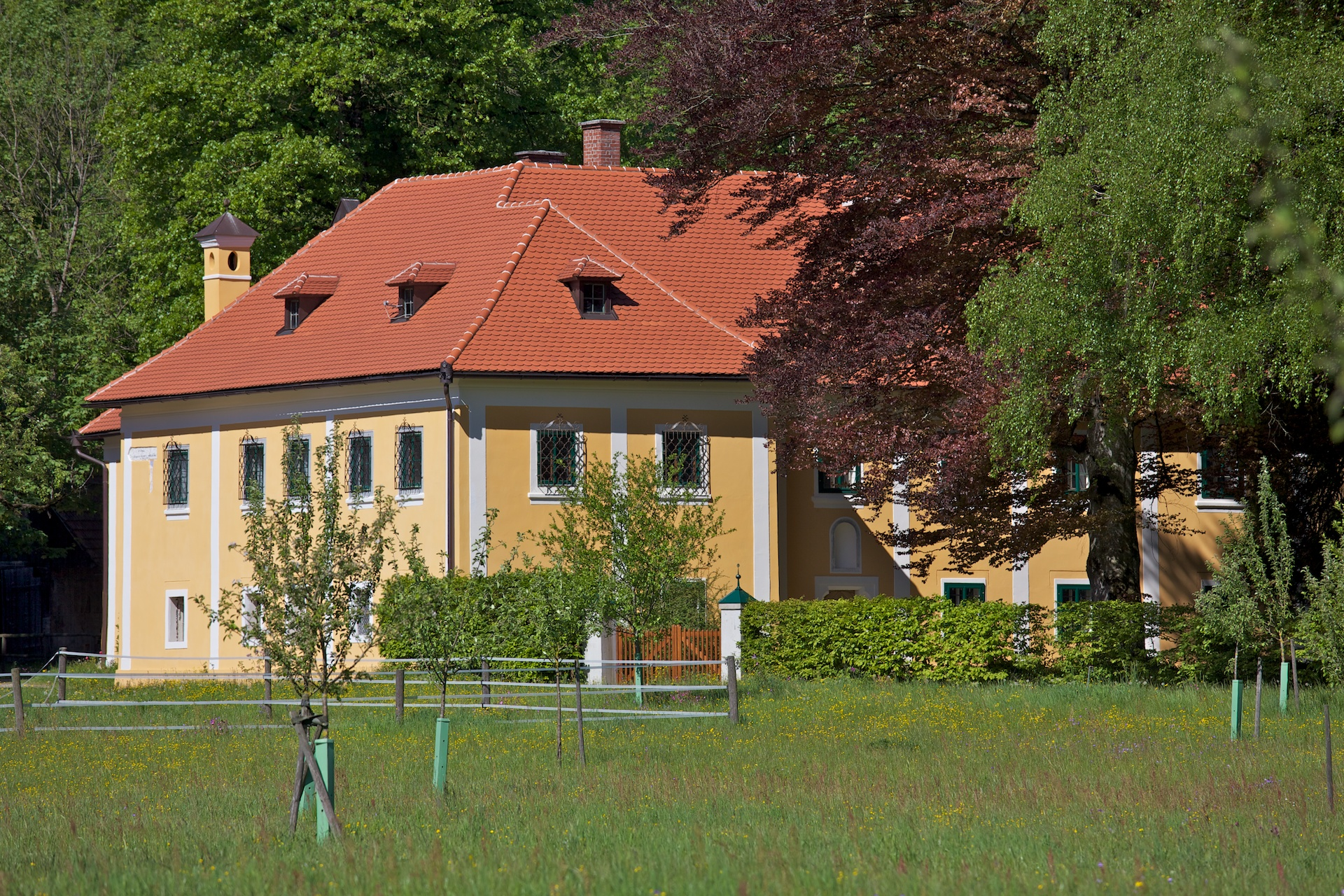
Herrenhaus, 1839

Im Schlussstein über einem Torbogen bez. mit dem Zeichen „Zwei Kreuz“ und „WM BM“ (Wolfgang Moser, Anna Barbara Moser). Eine andere Toreinfahrt bez. „S. 1839 H.“ (Susanna Holzinger). Im Obergeschoß schmiedeeiserne Fenstergitter mit dem Hammerzeichen „Zwei Kreuz“. An einer Ecke eine im Zuge der letzten Renovierung freigelegte Wandmalerei, den hl. Georg darstellend. Das Herrenhaus steht unter Denkmalschutz.

### Kornkammer
Die gegenüber dem Herrenhaus gelegene Kornkammer steht unter Denkmalschutz.

### Pfusterhammerl

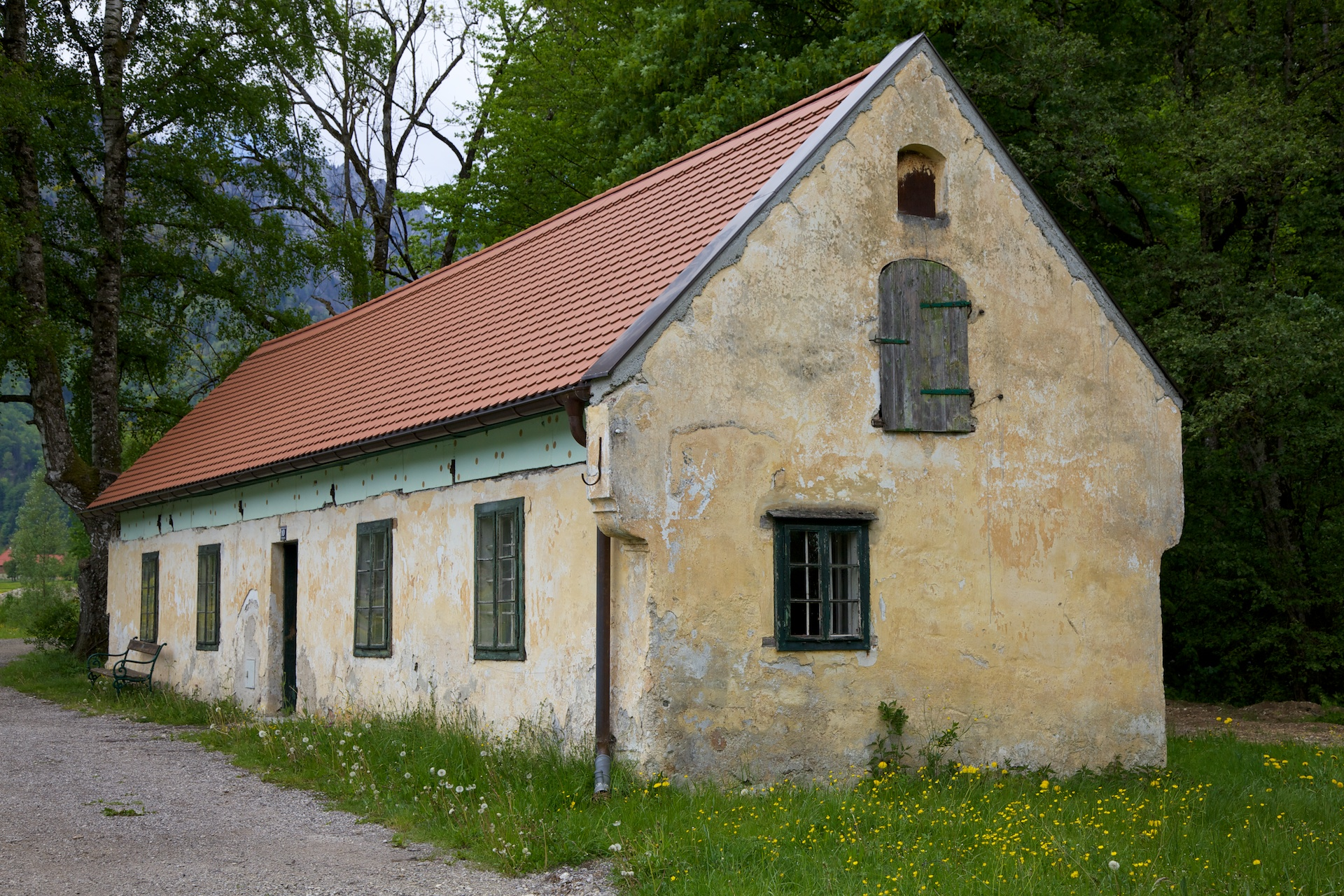
Pfusterhammerl

Das sogenannte Pfusterhammerl ist oberhalb des Herrenhauses an der Krems gelegen und steht unter Denkmalschutz.

### Garten mit Gartenhäuschen
Das hölzerne Gartenhäuschen steht unter Denkmalschutz.

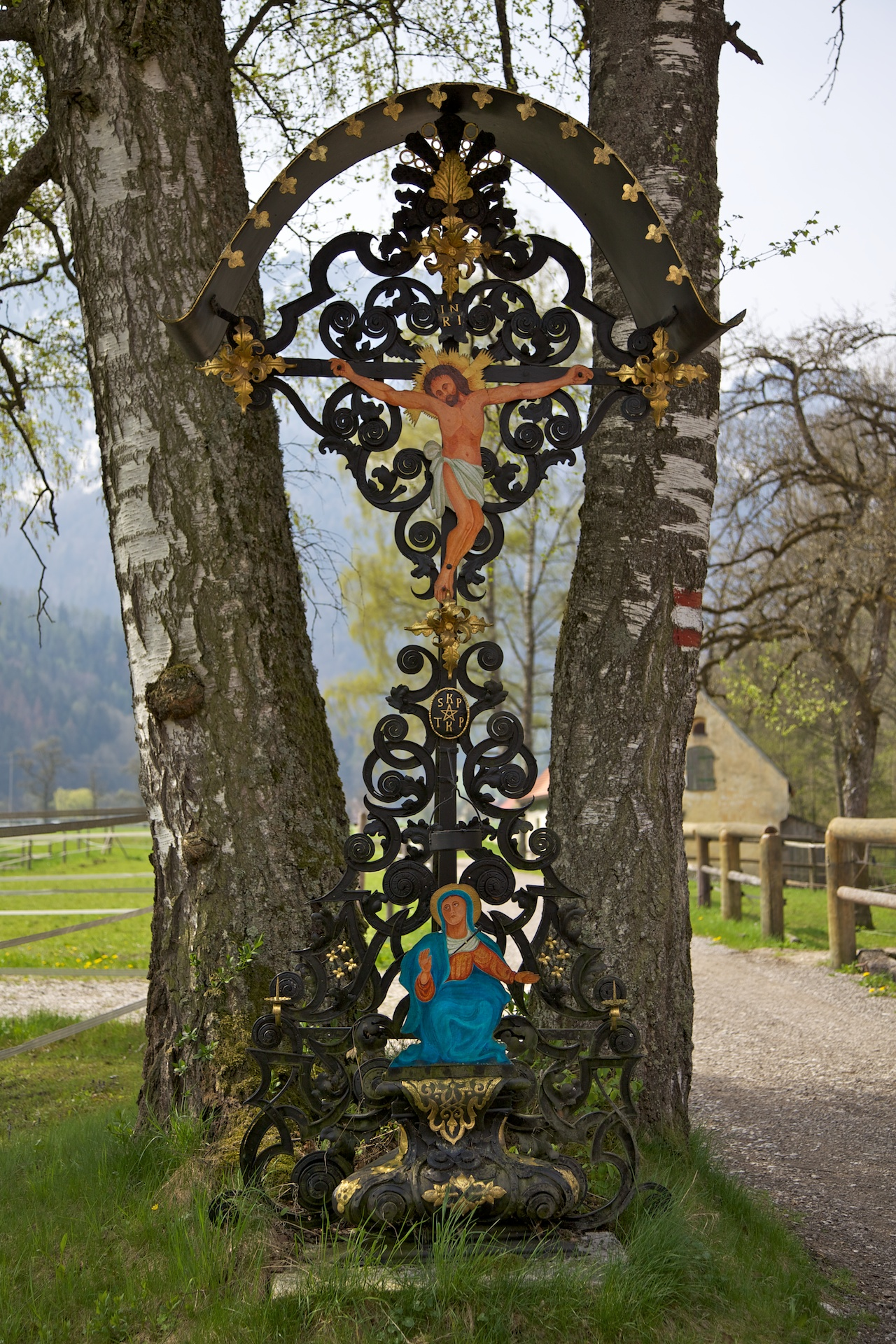
Pfusterkreuz, um 1735

### Wegkapelle
Die Wegkapelle trägt im barocken Schmiedeeisengitter die Initialen ihrer Erbauer, „M J M“ (Marianne und Jakob Moser, Meister ab 1757).

### Pfusterkreuz
Barockes Schmiedeeisen-Großgrabkreuz der Sensenschmiedefamilie Kaltenbrunner, um 1735. Bez. mit dem Hammerzeichen „Winkelmaß“ der ehemaligen Sensenschmiede zu Dörflern und den Initialen „S K P“ und „T K P“ für Simon Kaltenbrunner und Maria Theresia Kaltenbrunner. Wurde wahrscheinlich nach 1840 an seinem jetzigen Standort bei der Pfuster aufgestellt und ist seither als „Pfusterkreuz“ bekannt. Restauriert 1955/57.